# First Sessions
First Sessions – pierwsza płyta (EP) wydana przez amerykańską piosenkarkę pop-jazzową Norę Jones w 2001, płyta ukazała się w nakładzie ok. 5000 egzemplarzy. Wszystkie utwory z tej płyty znalazły się na następnym albumie tej artystki w bardzo podobnych aranżacjach.

## Lista utworów
1. „Don’t Know Why” (Harris) – 3:11
2. „Come Away with Me” (Jones) – 3:06
3. „Something Is Calling You” (Harris) – 3:25
4. „Turn Me On” (Loudermilk) – 2:37
5. „Lonestar” (Alexander) – 3:07
6. „Peace” (Silver) – 3:51

## Twórcy
- Norah Jones – pianino, śpiew
- Lee Alexander – gitara basowa
- Jesse Harris – gitara
- Dan Reiser – perkusja
- Adam Rogers – gitara
- Tony Scherr – gitara